# متلازمة النفق المرفقي
متلازمة النفق المرفقي (بالإنجليزية: Cubital tunnel syndrome)‏ هي اعتلالٌ عصبيٌ ناجمٌ عن احتباس العصب أو متلازمة الانضغاط العصبي، وهي حالةٌ تحدث نتيجةً لضغطٍ أو سحب أو احتكاك العصب الزندي عند المرفق. يُعرف أيضًا ضغط العصب بأنه العصب المحتبس. يسير العصب الزندي من الكتف من الضفيرة العضدية عبر الذراع حتى اليد. على طول مساره، قد يتعرض لضغطٍ في عدة مواقع. في منطقة المرفق، يمر العصب الزندي عبر النفق المرفقي، والذي يُعد أكثر الأماكن لشيوعًا لحدوث الضغط على العصب الزندي. يمُّد العصب الزندي بالإحساس والحركة للساعد واليد، وضغطه قد يسبب تنميلًا وأعراضًا أخرى مرتبطة بمتلازمة النفق المرفقي، وغالبًا ما تصيب الإصبعين الرابع والخامس. يكون السبب غير معروفٍ في معظم الحالات.
متلازمة النفق الزندي هي اعتلال العصب الزندي قد لا يحدث فقط بسبب الضغط عند مستوى النفق المرفقي نفسه، بل قد يحدث أيضًا بسبب حركة المرفق. قد يقل حجم النفق المرفقي عند تحريكه من الوضع الممتد بالكامل إلى وضع مرنٍ بدرجة أقل. قد تشمل الأعراض يدًا مخلبيَّة [الإنجليزية].